# セレマ (冠婚葬祭)
株式会社セレマ（Cerema Co., Ltd.）は京都府京都市中京区に本社を置く、冠婚葬祭互助会の運営を主な事業とする企業である。

## 概要
1959年、前身となる「有限会社 京都市冠婚葬祭互助センター」を創業。京都府を中心に滋賀、大阪、岡山、広島で13の結婚式場、94の葬儀場を展開する（2019年2月現在）。また、婚礼衣裳レンタルショップやキッズフォトスタジオなど幅広く運営している。
現在の社名は「Ceremony」「Remember」「Marriage」というそれぞれの単語の頭文字から作られた造語であり『儀式を通じて人々とコミュニケーションをはかる』という企業理念が込められている。

## 沿革
- 1959年（昭和34年）
  - 齋藤近次郎が「有限会社京都市冠婚葬祭互助センター」を創業設立。
  - 本社を京都市上京区西大路一条下ルに定める。
- 1961年（昭和36年）「葬祭部」開設。
- 1962年（昭和37年）「観光部」開設。
- 1963年（昭和38年）
  - 「調理部」開設。
  - 本社を京都市中京区西ノ京中御門東町134番地に移転。
  - 京都市上京区西大路大将軍に結婚式場「玉姫殿」を開設。
- 1965年（昭和40年）「家具部」開設。「家具配送センター」設置。
- 1967年（昭和42年）社名および法人格を「株式会社京都互助センター」に変更。
- 1968年（昭和43年）本社所在地に総合結婚式場１号店となる「京都玉姫殿」開設。
- 1969年（昭和44年）滋賀県大津市竜ヶ丘に総合結婚式場2号店となる「大津玉姫殿」開設。
- 1970年（昭和45年）本社新社屋及び「京都玉姫殿」を8階建に改築。
- 1972年（昭和47年）全日本冠婚葬祭互助協同組合（全冠協）を創立し、当社社長（初代）が顧問に就任。（翌年、代表理事に就任）
- 1973年（昭和48年）
  - 社団法人全日本冠婚葬祭互助協会（全互協）設立に参加、当社社長（初代）が副会長に就任。
  - 通産省（現：経産省）より前払式特定取引業として業界第1号の許可を受ける。
- 1979年（昭和54年）社名及び法人格を「株式会社互助センター」に変更。
- 1981年（昭和56年）運輸大臣登録一般旅行業第601号を取得。
- 1983年（昭和58年）舞鶴市倉谷北の坪に葬儀ホール1号店となる「玉泉院舞鶴シティホール」開設。
以降、葬儀ホール及び結婚式場を順次開設。
- 1989年（平成元年）社名を現在の「株式会社 セレマ」に変更。
- 2014年（平成26年）石川県及び富山県の事業及び施設を分割し、「株式会社ベルセレマ」として発足。

## 運営施設

### 結婚式場
京都府
- ORIENTAL KYOTO SUZAKU-TEI 朱雀邸（旧：京都玉姫殿）
- リバースイート京都鴨川迎賓館
- マリアージュグランデ
- 二条城チャペル セントアベニール
- 迎賓館シェーナ PARTIR KYOTO（旧：パルティール京都）
- lu CREA（旧：マリアージュ福知山）

滋賀県
- NIHO（旧：アル・マーレ）
- マリアージュ彦根（旧：彦根玉姫殿）

大阪府
- アンシェルデ・マリアージュ（旧：高槻玉姫殿）

岡山県
- ラヴィール岡山
- SARA津山玉姫殿(旧:ソシミエール津山)
- 倉敷セレスト教会 クォーレ

広島県
- ウェディングパルコ アルジェント

### 葬儀場
京都府
- 西ノ京シティホール
- 四条大宮ホール
- かもがわホール
- 西陣コミュニティー会館
- 北白川ホール
- 堀川コミュニティー会館
- 紫野シティホール
- 天神川ホール
- 五条シティホール
- 京都南シティホール
- 稲荷シティホール
- 伏見シティホール
- 東山五条シティホール
- 山科シティホール
- 花山シティホール
- 京都法宴会館
- 醍醐シティホール
- 蓮昇庵
- 向日シティホール
- 長岡京シティホール
- 六地蔵ホール
- 槙島シティホール
- 宇治中央シティホール
- 伊勢田シティホール
- 八幡シティホール
- 南八幡シティホール
- 城陽シティホール
- 祝園シティホール
- 亀岡シティホール
- 大井シティホール
- 園部シティホール
- 京丹波シティホール
- 福知山シティホール
- 綾部シティホール
- 西舞鶴シティホール
- 舞鶴ホテル
- 白鳥シティホール
- 東舞鶴シティホール
- 京田辺シティホール

滋賀県
- 今津駅前会館
- 新旭シティホール
- 安曇川セレマホール
- 湖西シティホール
- 堅田駅前ホール
- 下阪本家族葬ホール
- 西大津葬儀法要会館
- 浜大津シティホール
- 膳所シティホール
- いまそう会館 本宮
- 瀬田コミュニティー会館
- 石山家族葬ホール
- 南草津駅前ホール
- 草津シティホール
- 湖南愛昇殿
- 栗東家族葬ホール
- 栗東シティホール
- タウンホール八幡西
- 近江八幡駅前ホール
- タウンホール近江八幡
- タウンホールファミリー桜宮
- タウンホール安土
- 守山セレマホール
- 三雲セレマホール
- 水口シティホール
- タウンホール日野
- 東近江セレマホール
- 愛知川ホール
- 彦根シティホール
- 彦根愛昇殿
- セレマホテル木之本

福井県
- 敦賀シティホール
- 高浜イベントホール

大阪府
- 北摂ホール
- 高槻セレマホール
- 水無瀬シティホール

岡山県
- 清輝橋シティホール
- ロイヤルホール岡山
- 野田シティホール
- 津高シティホール
- 岡山駅北シティホール
- 門田屋敷シティホール
- 東岡山シティホール
- 西大寺シティホール
- 赤磐山陽シティホール
- 倉敷シティホール
- 水島シティホール
- 玉島シティホール
- 児島シティホール
- 津山シティホール
- 東津山シティホール
- 美咲シティホール
- 美作シティホール

広島県
- コミュニティーホール福山
- シティホール曙
- 福山駅前シティホール

### 関連施設
レンタル衣裳サロン
- アニバーサリィクラブ（京都市河原町）
- レンタルブティック アミィ（亀岡駅前）

フォトスタジオ
- キッズフォトスタジオ チョコ（大津市御殿浜）

仏壇仏具常設展示場
- 興龍堂（大津市竜ヶ丘）

## イメージキャラクター
- 北村総一朗

過去のイメージキャラクター
- 黛英里佳、熊田聖亜
- 左とん平